# ウェブスター郡 (アイオワ州)
ウェブスター郡（英: Webster County）は、アメリカ合衆国アイオワ州に位置する郡である。人口は40,235人（2000年）。郡庁所在地はフォートドッジである。

## 地理
アメリカ合衆国統計局によると、この郡は総面積1,860 km2 (718 mi2) である。このうち1,852 km2 (715 mi2) が陸地で7 km2 (3 mi2) が水地域である。総面積の0.39%が水地域となっている。

### 隣接する郡
- ハンボルト郡 (north)
- ライト郡 (northeast)
- ハミルトン郡 (east)
- ブーン郡 (southeast)
- グリーン郡 (southwest)
- カルフーン郡 (west)
- ポカホンタス郡 (northwest)

## 人口動勢
2000年国勢調査で、この郡は人口40,235人、15,878世帯、及び10,304家族が暮らしている。人口密度は22/km2 (56/mi2) である。9/km2 (24/mi2) の平均的な密度に16,969軒の住宅が建っている。この郡の人種的な構成は白人93.39%、アフリカン・アメリカン3.39%、先住民0.30%、アジア0.66%、太平洋諸島系0.02、その他の人種1.10%、及び混血1.15%である。ここの人口の2.35%はヒスパニックまたはラテン系である。

2000年国勢調査に基づくウェブスター郡の人口ピラミッド

この郡内の住民は24.50%が18歳未満の未成年、18歳以上24歳以下が11.10%、25歳以上44歳以下が25.50%、45歳以上64歳以下が21.60%、及び65歳以上が17.40%にわたっている。中央値年齢は38歳である。女性100人ごとに対して男性は100.30人である。18歳以上の女性100人ごとに対して男性は98.20人である。
この郡の世帯ごとの平均的な収入は35,334米ドルであり、家族ごとの平均的な収入は43,772米ドルである。男性は31,047米ドルに対して女性は23,042米ドルの平均的な収入がある。この郡の一人当たりの収入 (per capita income) は17,857米ドルである。人口の10.00%及び家族の6.70%は貧困線以下である。全人口のうち18歳未満の12.30%及び65歳以上の7.00%は貧困線以下の生活を送っている。

## 都市及び町
- フォートドッジ (Fort Dodge)
- バジャー (Badger)
- クレア (Clare)
- デイトン (Dayton)
- ムーアランド (Moorland)
- ビンセント (Vincent)
- Barnum
- Callender
- Coalville
- Duncombe
- Gowrie
- Harcourt
- Lehigh
- Otho